# 黛目裳蛾
黛目裳蛾（學名:Erebus pilosa） 是裳蛾科的一種蛾，分布於中國 和台灣。